# Block 11 (Auschwitz)
Le Block 11 ou Block de la mort (en allemand : Todesblock) était un édifice en briques de deux étages et comportant un sous-sol construit dans le camp de concentration principal d'Auschwitz en juillet 1940. Il s'est appelé Block 13 jusqu'en août 1941. Ce block était « la prison dans la prison » et servait de lieu de punition et de torture. 
Beaucoup de détenus n'ont pas survécu à leur incarcération dans le Block 11 en raison des conditions inhumaines de détention et des mauvais traitements. Entre le Block 10 et le Block 11, se trouvait le « mur de la mort » (reconstruit après guerre) où des milliers de détenus furent fusillés par un peloton d'exécution. 
Le Block 11 était l'une des pièces majeures dans le système de terreur mis en place par les nazis à Auschwitz. Aujourd'hui, il fait partie du musée national Auschwitz-Birkenau et peut être visité.

## Motifs de détention
Différents motifs conduisaient à un enfermement dans le Block 11. Les détenus qui s'étaient rendus coupables d'exactions ou avaient enfreint l'une des nombreuses règles du camp ou simplement étaient suspectés de l'avoir fait pouvaient être conduits au Block 11. Les principales raisons étaient : le sabotage, la participation à des actes de résistance, les contacts avec la population civile, la contrebande de denrées alimentaires ou d'objets, la préparation d'évasion ou l'assistance apportée à cette fin, les tentatives d'évasion, le vol ou toute autre infraction aux règles du camp.

## Punitions
Le Block, placé sous le commandement d'Hans Aumeier qui dépendait directement de Rudolf Höss, contenait 28 cellules et des salles de torture permettant d'infliger différents types de supplices aux prisonniers. Certains pouvaient ainsi être enfermés, sans nourriture et sans eau, dans une « cellule sombre » pendant plusieurs jours. Les prisonniers détenus dans ces cellules suffoquaient fréquemment pour avoir brulé tout l'oxygène de la cellule quand les SS n'allumaient pas une bougie pour accélérer le processus. Certains étaient pendus par les bras, les mains entravées dans le dos pendant des heures et même des jours, jusqu'à ce que les articulations des épaules soient complètement disloquées, des poteaux de torture étaient placés à cet effet dans la cour entre les blocks 10 et 11.
Dans les « cellules-debout », ils étaient obligés de rester seuls ou à quatre dans une cellule exiguë ne leur permettant que de rester debout. Pour un individu seul, la cellule faisait moins d'un mètre carré au sol. Seule une petite ouverture de cinq centimètres sur cinq permettait au détenu de respirer. Les cellules pour quatre détenus faisaient moins d'un mètre carré et demi au sol. Ils y restaient d'une à vingt nuits et étaient néanmoins contraints de travailler la journée suivante avec les autres détenus.

## Interrogatoires
Les interrogatoires comportant des tortures d'une extrême violence étaient également menés dans le Block 11. C'est là que Wilhelm Boger, officier de la SS membre du département politique, mit au point la Boger-Schaukel (la balançoire de Boger) qu'il appelait la Sprechmaschine (la machine à parler). Il s'agissait d'une barre transversale à laquelle le prisonnier était suspendu par le pli des genoux. Ses poignets étaient alors menottés aux chevilles. Durant l'interrogatoire, le prisonnier était balancé dans un mouvement large de grande amplitude, il recevait des coups de fouet ou de bâton. L'interrogatoire pouvait se poursuivre jusqu'à ce que mort s'ensuive,.

## Expérimentations
C'est dans les caves de ce Block que fut testé pour la première fois, le 3 septembre 1941, le Zyklon B sur des détenus soviétiques. Rudolf Höß, le commandant d'Auschwitz, jugea le procédé plus efficace que le monoxyde de carbone produit par les gaz d'échappement d'un moteur de char russe en usage dans les camps d'extermination de l'opération Reinhard et l'adopta pour le génocide des Juifs et des Tziganes à Auschwitz.

## Détenus incarcérés auBlock 11
Les mesures de sécurité appliquées au Block 11 étaient telles qu'il était pour ainsi dire impossible de s'en évader.
- Le Père Maximilien Kolbe y est enfermé sans nourriture et sans eau avec neuf autres détenus en représailles d'une évasion. Après quinze jours, dernier survivant, il est exécuté par une injection de phénol.
- Mala Zimetbaum et Edek Galinski furent détenus et interrogés dans le Block 11 du 6 juillet 1944 au 15 septembre 1944 à la suite de leur évasion d'Auschwitz II Birkenau. Ils ne livrèrent pas le nom de leur complice, le SS Edward Lubusch. Ils furent tous deux exécutés devant leurs codétenus, le 15 septembre 1944. Mala Zimetbaum au camp des femmes d'Auschwitz II et Edek au camp des hommes.
- Ernst Burger, Rudolf Friemel, Ludwig Vesely, Piotr Patry et Bernard Świerczyna, membres de la résistance du camp (Groupe de combat d'Auschwitz), y sont enfermés après une tentative d'évasion et longuement torturés. Ils sont pendus sur la place d'appel le 30 décembre 1944.
- Jakob Edelstein (en)
- Jan Liwacz

## Description littéraire
Les faits qui se sont déroulés au Block 11 occupent une place importante du texte théâtral de Peter Weiss L'instruction, créé en 1965 et écrit principalement à partir des récits de témoins du Procès de Francfort relatif aux crimes commis à Auschwitz, interrompus par les dénégations des accusés dont Boger.

## Galerie

Photographies du Block 11
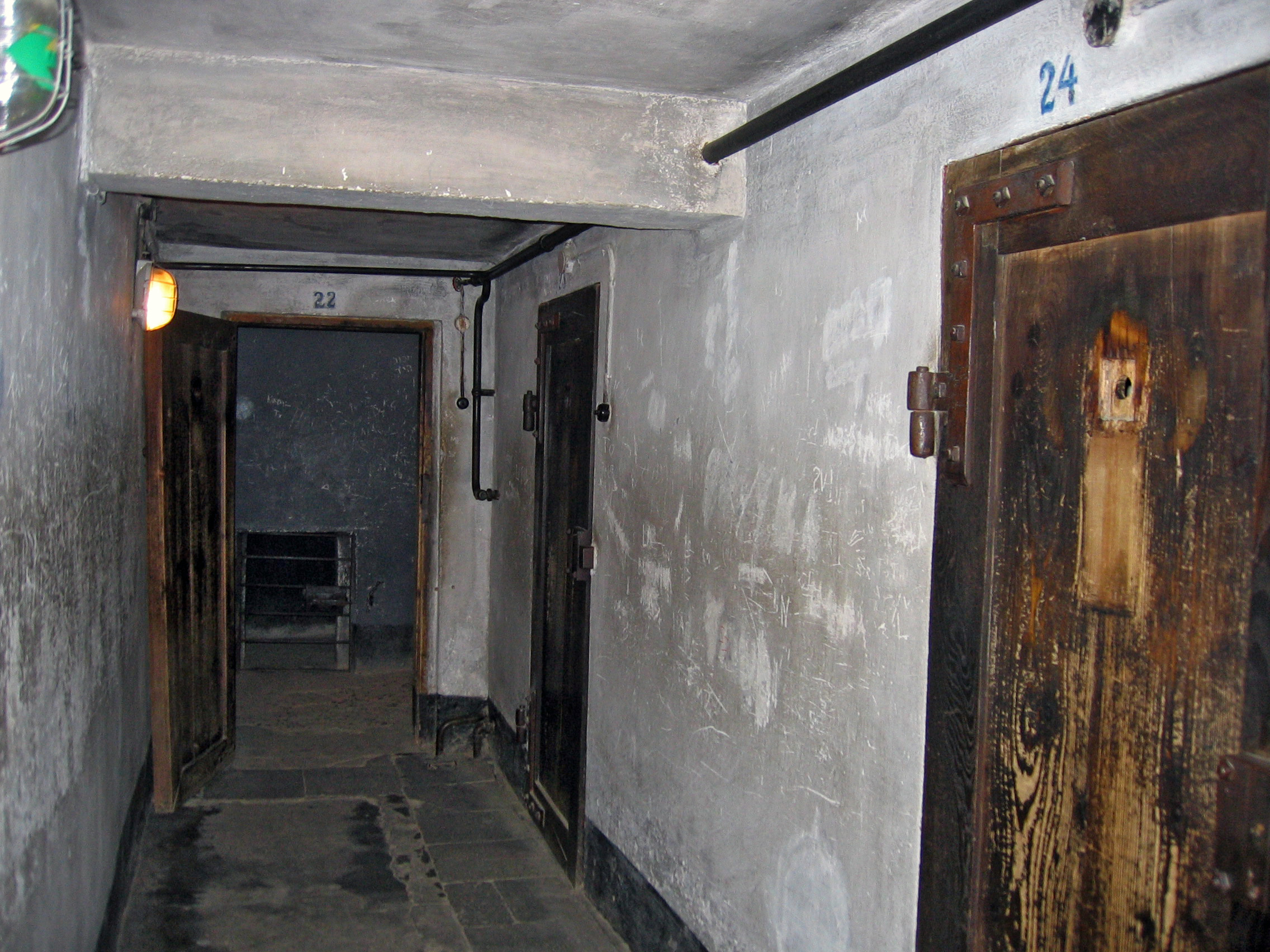
Cellules 22, 23 et 24
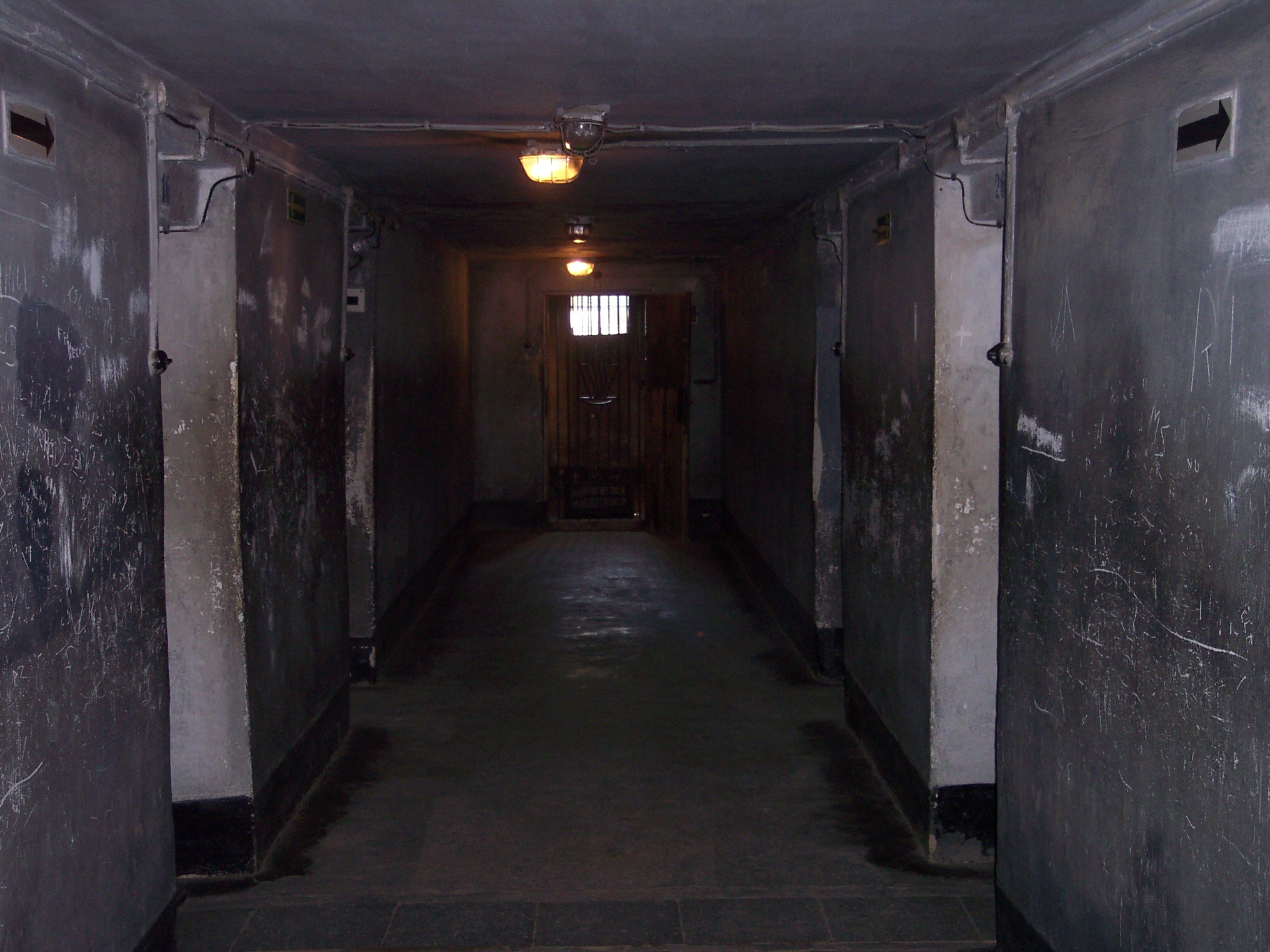
Couloir des cellules du Block 11
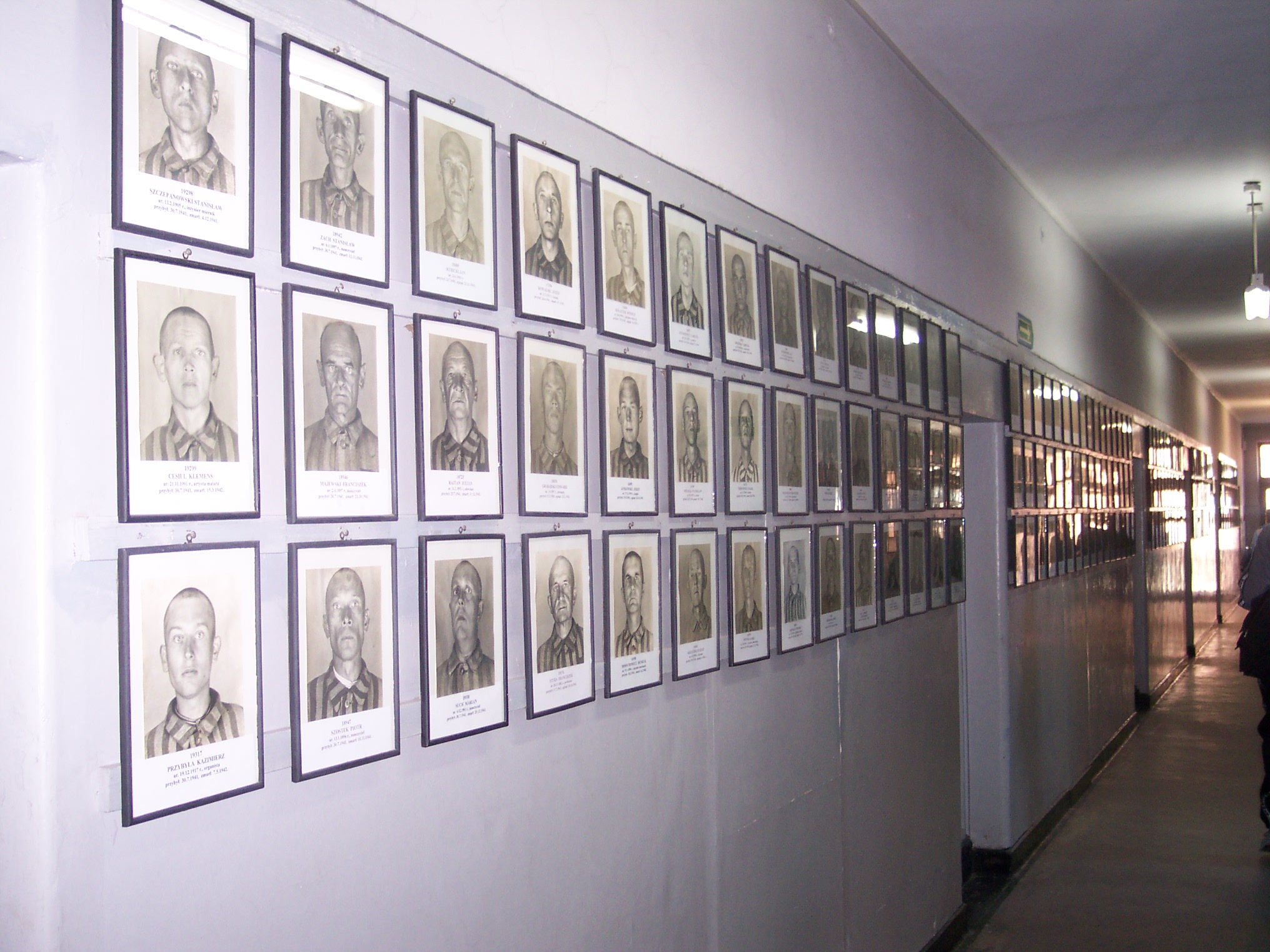
Musée national d'Auschwitz, block 11
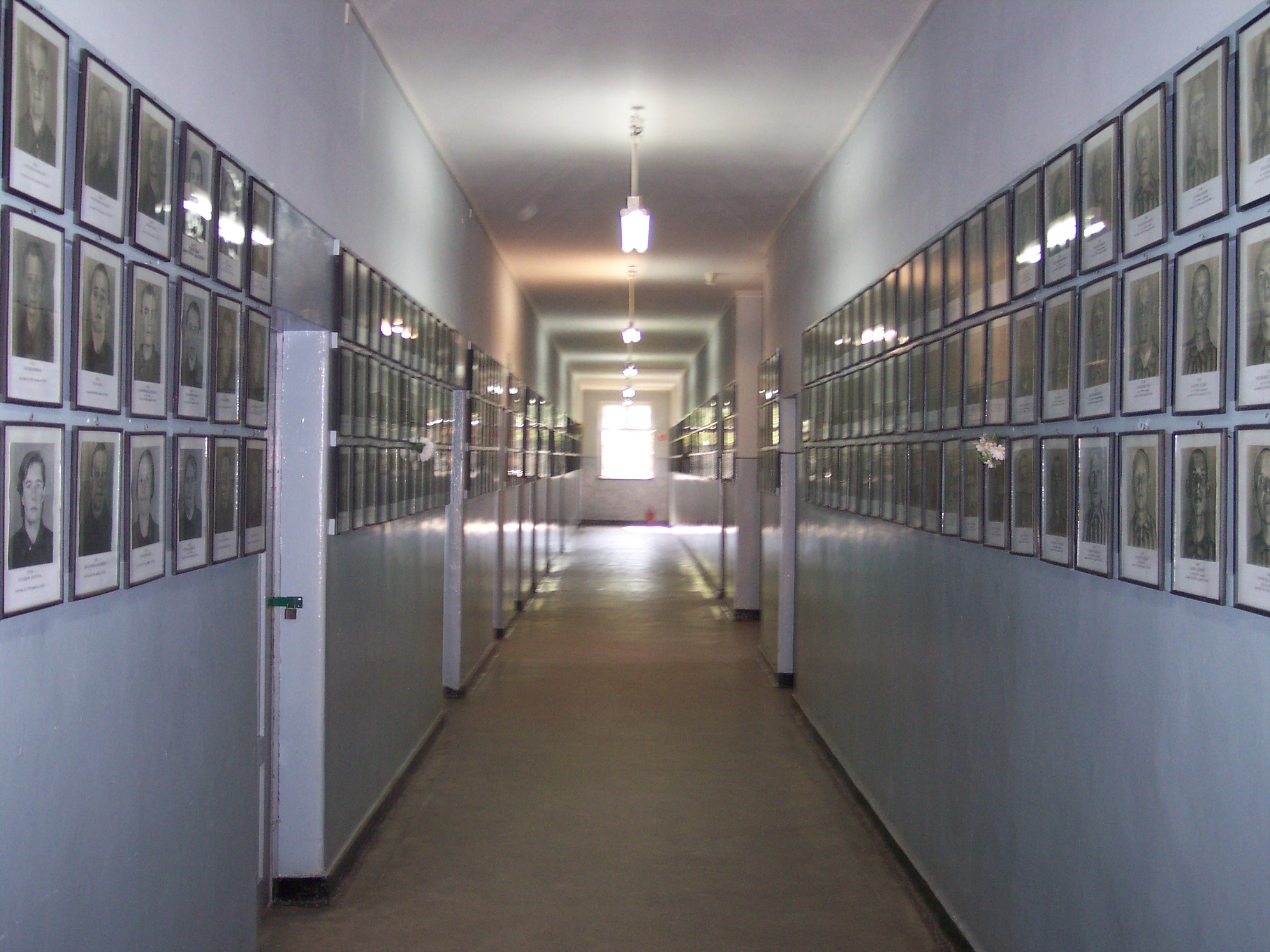
Musée national d'Auschwitz, block 11
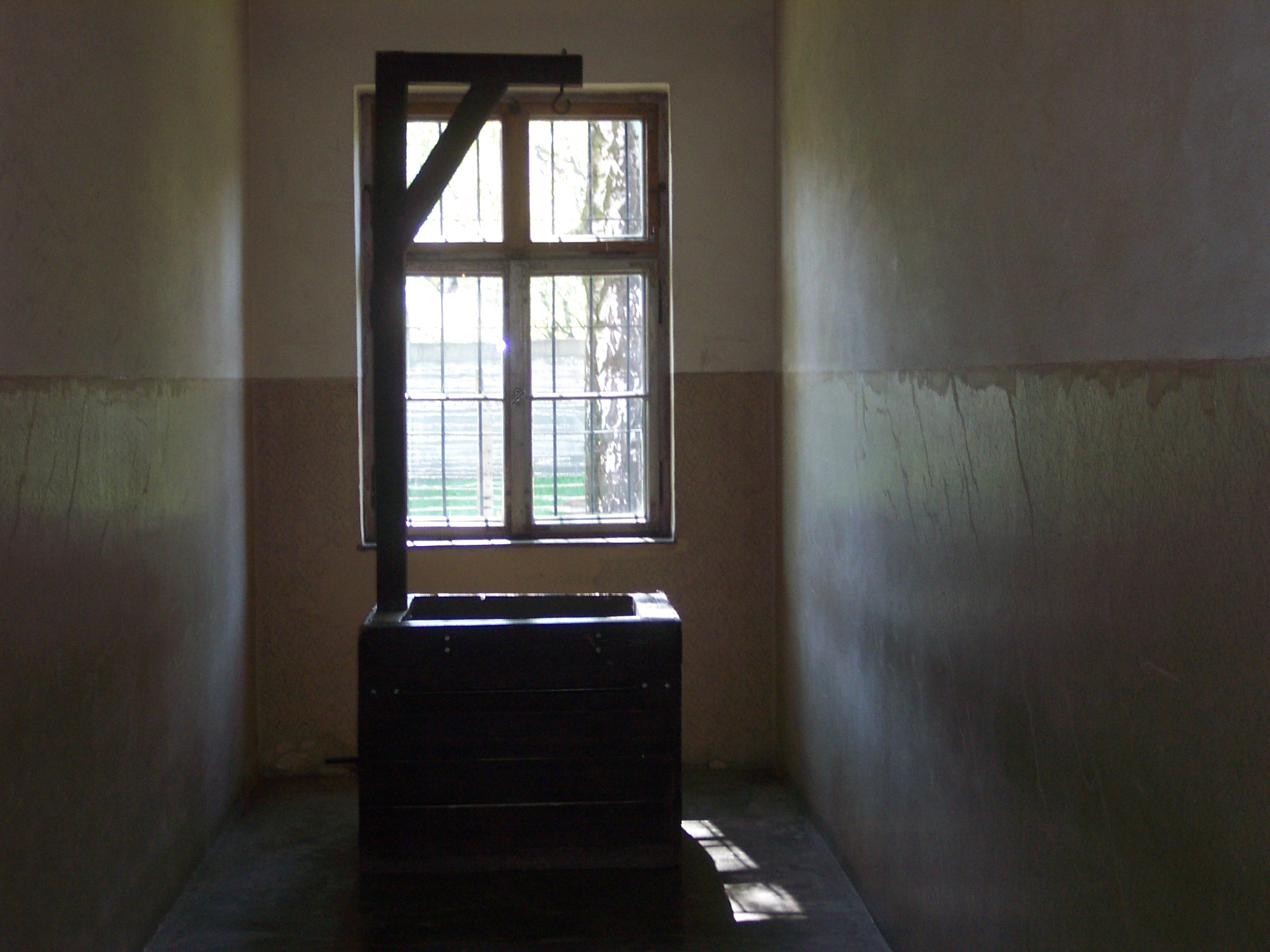
L'une des deux potences mobiles qui se trouvaient dans la cour
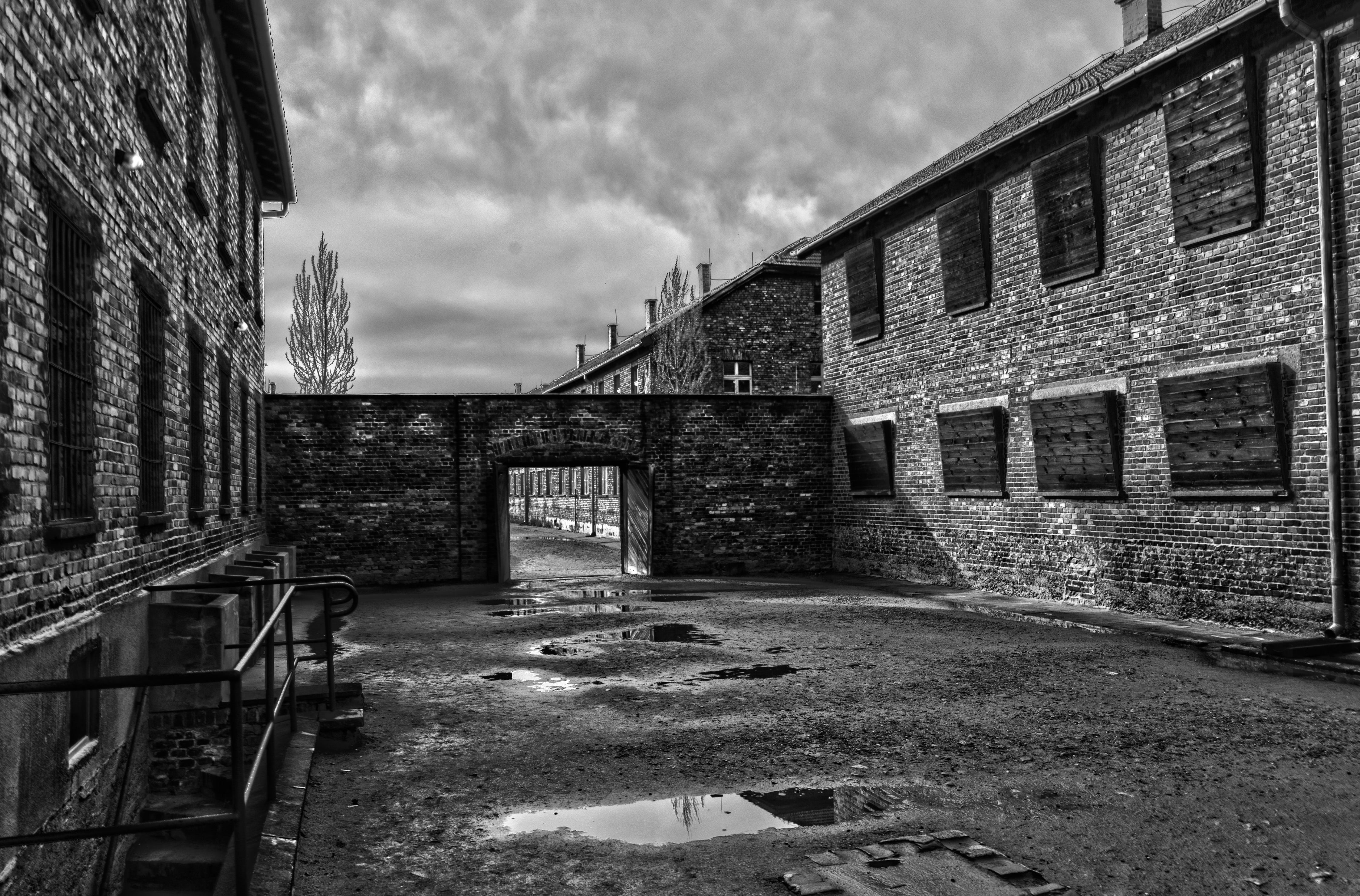
Vue du Block 11 à gauche et de la porte d'accès à la cour entre les blocks 10 et 11
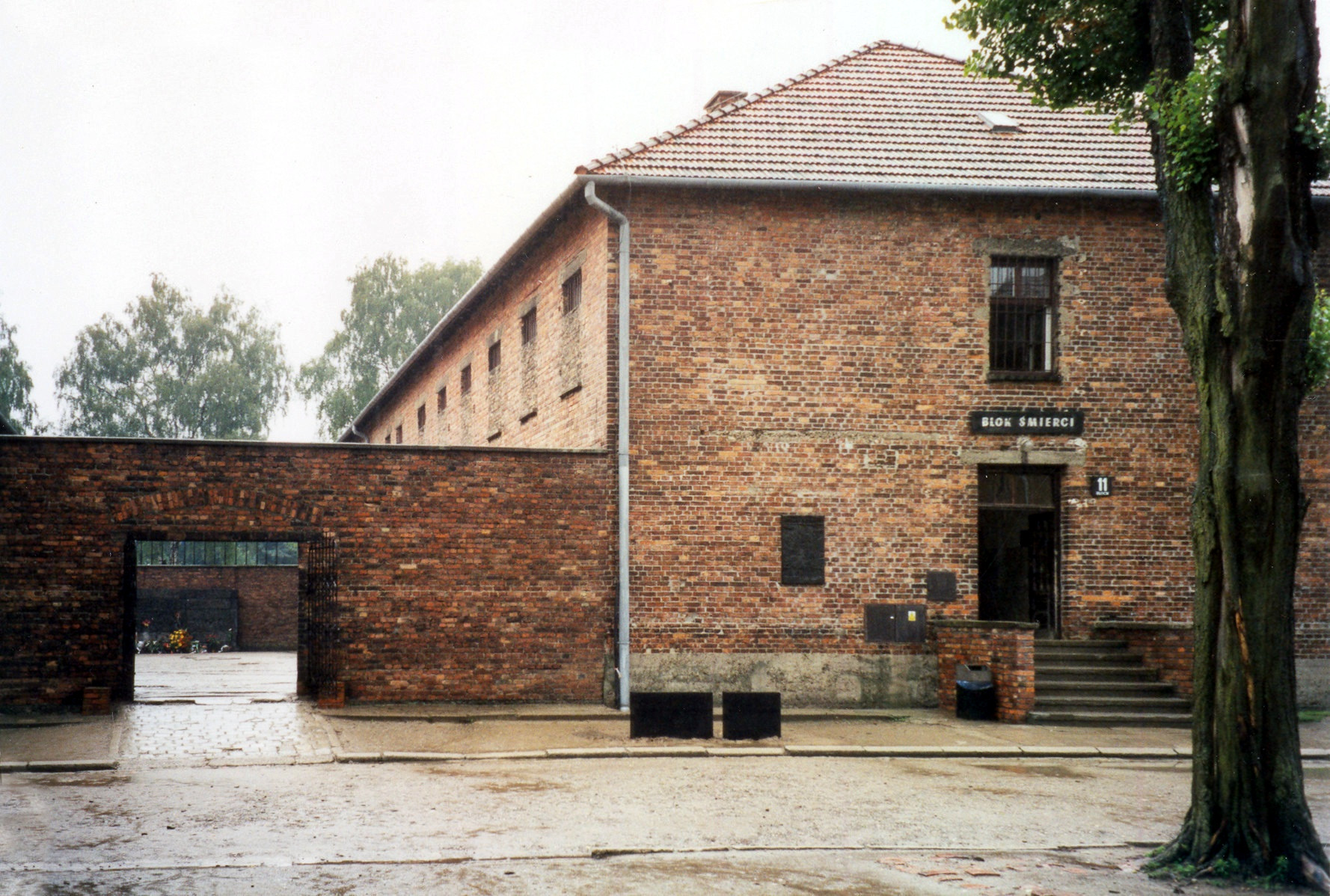
Mur de la mort entre les blocks 10 et 11
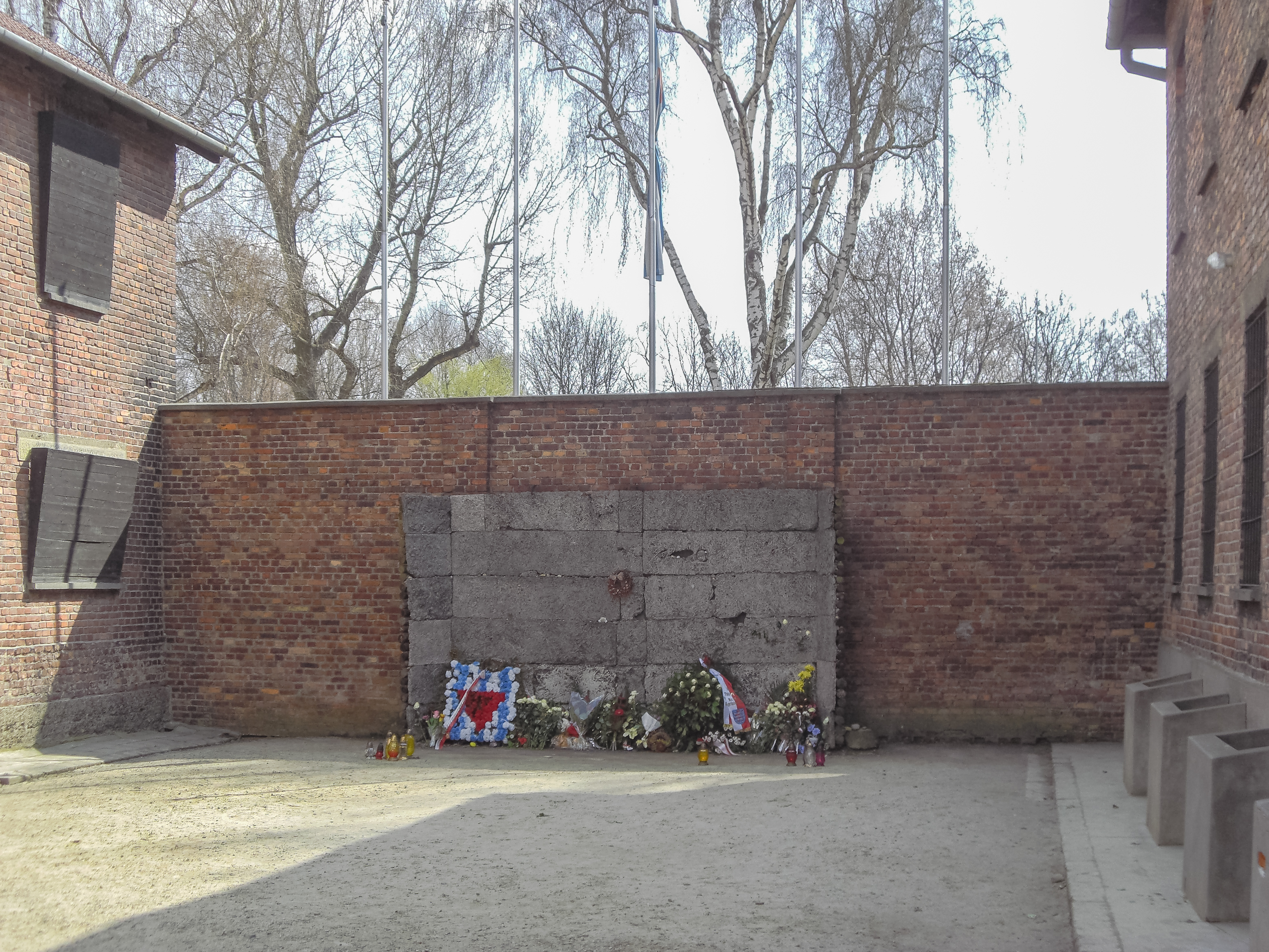
Mur de la mort entre les blocks 10 et 11
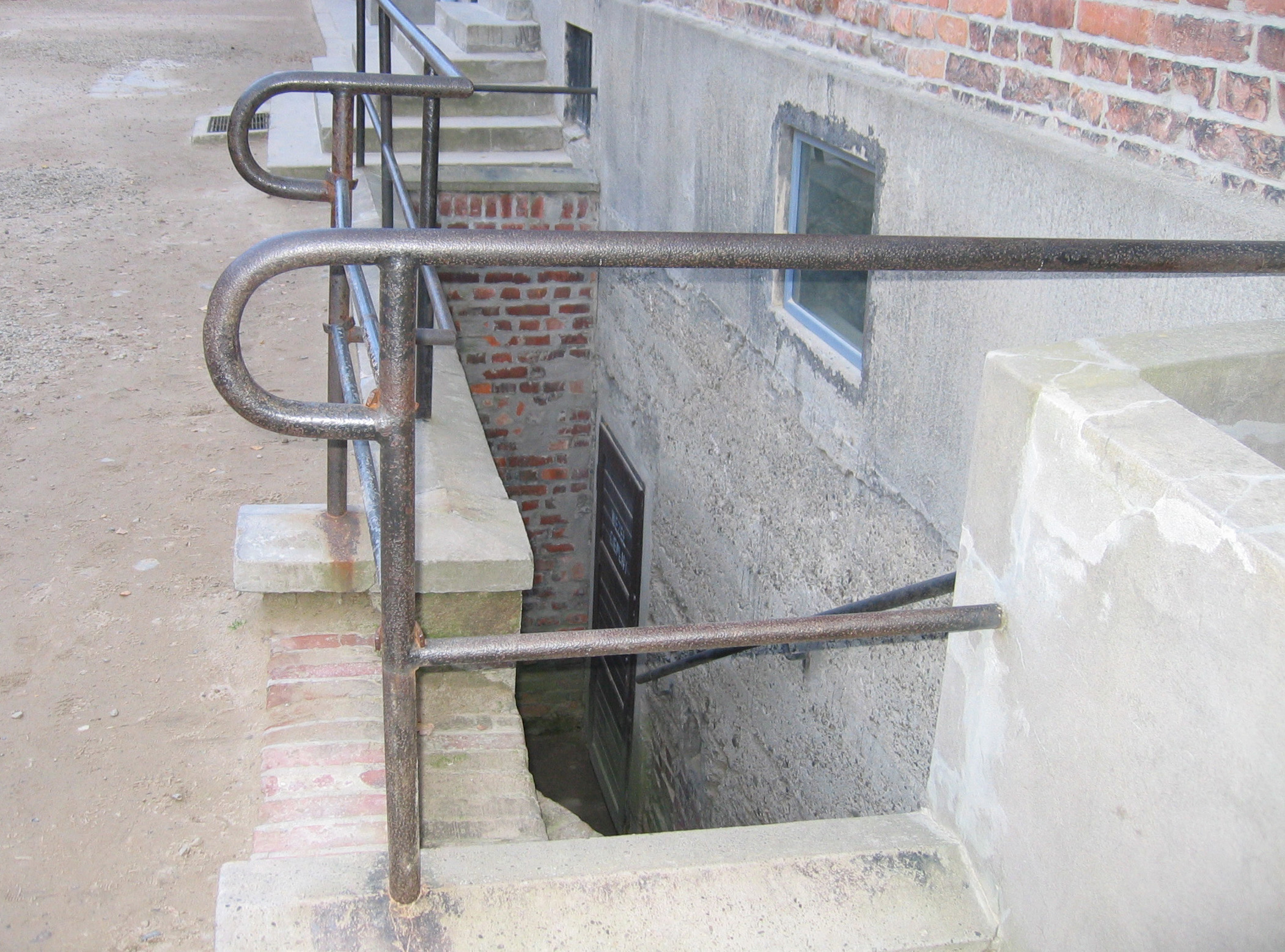
Accès aux caves du Block 11
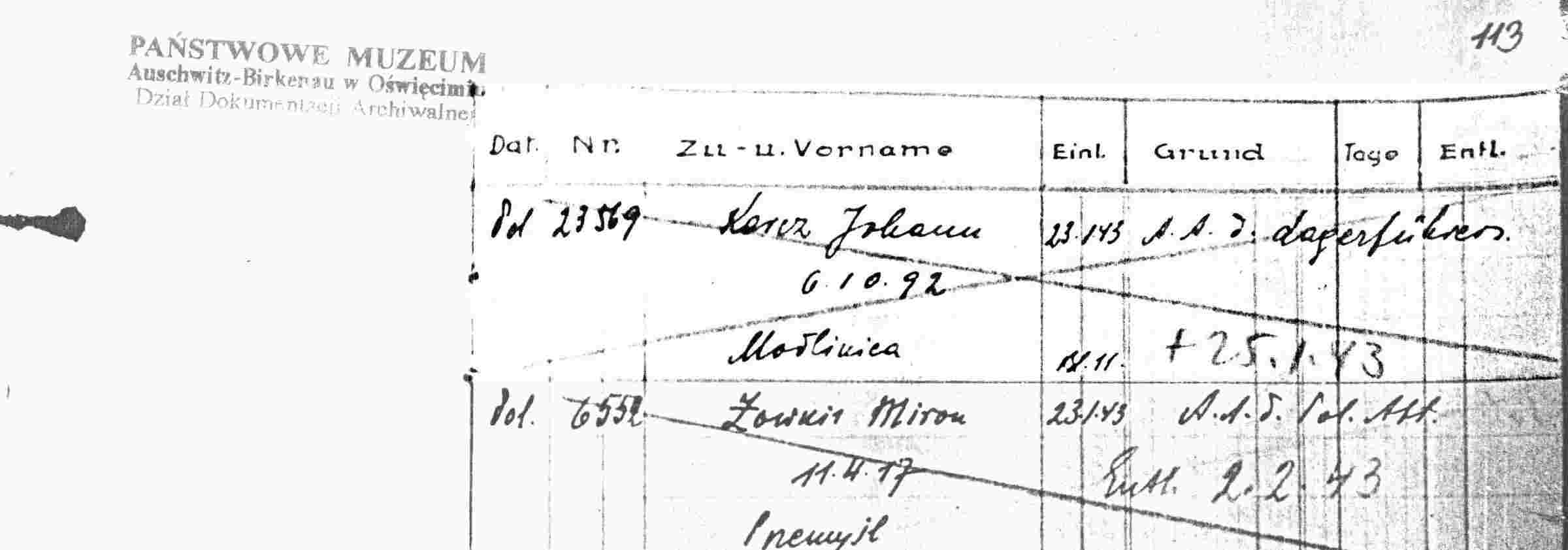
Registre du Block 11
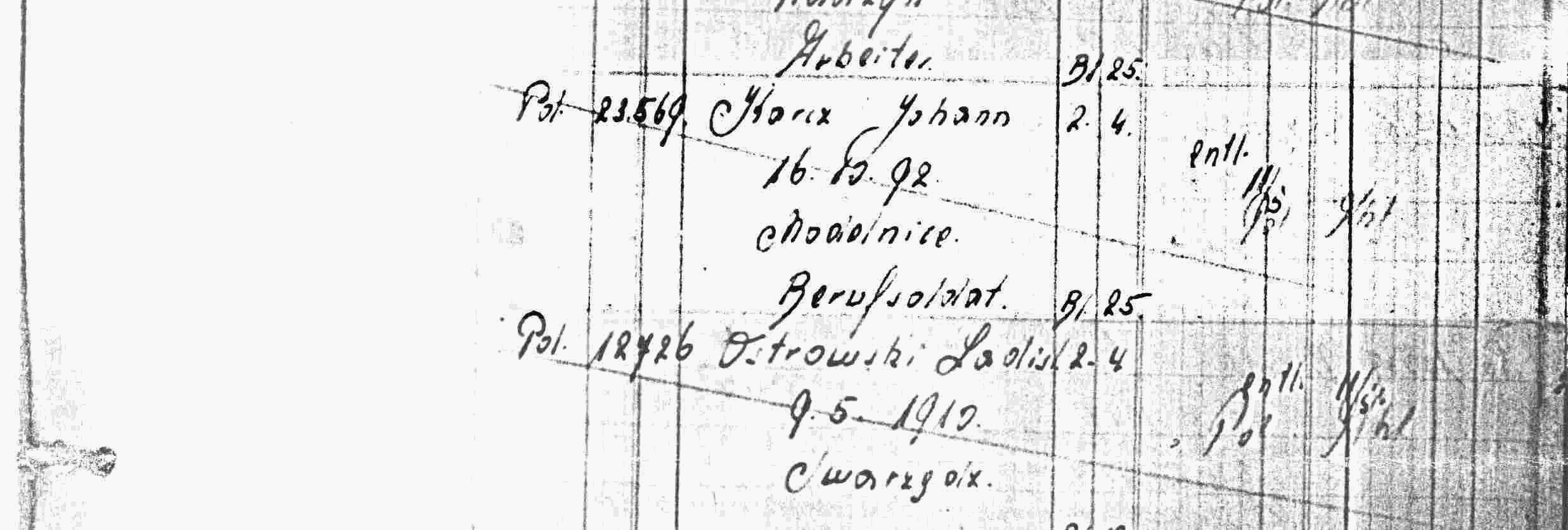
Registre du Block 11